# St. Ursula-Schule Hannover

Um 1900: Blick von der Bäckerstraße der Calenberger Neustadt über den Hof der Probsteikirche St. Clemens, links die Höhere Mädchenschule St. Ursula;
Ansichtskarte Nr. 210, Lichtdruck, anonym

Die St. Ursula-Schule Hannover ist ein staatlich anerkanntes, allgemeinbildendes Gymnasium im hannoverschen Stadtteil Südstadt. Die Schule befindet sich als Privatschule in der Trägerschaft der Stiftung Katholische Schule in der Diözese Hildesheim. Mit ca. 1.000 Schülern zählt die Schule zu den größten Gymnasien in Hannover. Namenspatronin ist die Heilige Ursula.

## Geschichte
Die Schule steht in der Tradition des katholischen Ursulinen-Ordens. Sie bestand von 1851 bis 1860 als Höhere Töchterschule in Hannover. Dabei handelte es sich um eine katholische Privatschule unter der Leitung der einzigen Lehrerin Klara Theodora von der Forst. Die beiden Kapläne der St. Clemenskirche erteilten Unterricht in Religion, Rechnen, Geografie und Sprachen. Von 1859 bis 1860 wurde die Schule von Maria Cortain aus Rheda geleitet.
Am 9. Oktober 1860 kamen fünf Schwestern des Ursulinen-Ordens nach Hannover und übernahmen die Schulleitung und den Unterricht: Mutter Augustina Wiedemann, Mutter Antonia Seppler sowie drei Ordenslehrerinnen, M. Xaveria Graen und M. Walburga Aue aus Duderstadt und M. Bernwarde Thele aus Hildesheim. Das Schulgebäude lag neben der Basilika St. Clemens in der Calenberger Neustadt. Die Ordensfrauen lebten im Schulgebäude. Schnell wurde das Gebäude zu klein, und ein Spendenaufruf für ein Neubau erbrachte Mitte der 1860er Jahre 1238 Reichsthaler.
Mit finanzieller Unterstützung des Mutterhauses der Ursulinen konnte ein Neubau in der Clemensstraße errichtet und am 2. Oktober 1865 bezogen werden. Durch den Sieg der preußischen Armee im Deutschen Krieg bei Langensalza am 27. Juni 1866 fiel das Königreich Hannover und damit die Schulaufsicht an Preußen. Um die Schule weiterhin betreiben zu können, mussten die Lehrerinnen einen Eid auf die preußische Verfassung schwören.
Bedingt durch den Kulturkampf zwischen Preußen und der katholischen Kirche mussten die Ursulinen sich mit Ende des Schulhalbjahres am 15. September 1875 zurückziehen. Von 1875 bis 1917 war die einzige katholische Höhere Mädchenschule in Hannover unter weltlicher Leitung der Lyzealdirektorin Katharina Philipps.
Im Sommer 1917 folgten Ursulinen dem Ruf des Bischofs von Hildesheim Joseph Ernst und übernahmen wieder die Schulleitung. Ab 1937 begann die systematische Schwächung der Schule durch die nationalsozialistische Diktatur, indem zum neuen Schuljahr keine Schülerinnen mehr in die Unter- und Obersekunda aufgenommen werden durften. Im Folgejahr wurde keine Sexta mehr gestattet. 1939 fand das letzte Abitur statt und wurde die Restschule aufgelöst. Das Schulgebäude in der Clemensstraße wurde im Zweiten Weltkrieg am 9. Oktober 1943 bei einem Bombenangriff zerstört.
Fast genau zwei Jahre später, am 2. Oktober 1945, wurde die St.Ursula-Oberschule mit Genehmigung der Britischen Militärregierung durch Verfügung des Oberpräsidenten von Hannover in der Spitzwegstraße in der List wieder eröffnet. Für kurze Zeit erhielten dort mit behördlicher Erlaubnis neben Mädchen auch Jungen Unterricht. Erst in den 1970ern kamen mit Einführung der Koedukation wieder Jungen an die Schule.
Der Schulbesuch ist kostenpflichtig, das Schulgeld jedoch im Vergleich mit anderen Privatschulen sehr gering, bei Bedürftigkeit wird es erlassen. Die Arbeit der Schule wird durch die Stiftung St. Ursula-Schule gefördert.
Aufgrund der vielseitigen internationalen Kontakte und Projekte sowie eines umfassenden Angebotes an Sprachunterricht zählt die St. Ursula Schule zu den Europaschulen.
In den 1990ern zeichnete sich ab, dass der kleiner gewordene Orden der Ursulinen die finanziellen Aufwendungen, die die Schulträgerschaft bedeutete, nicht mehr alleine tragen konnte. Mit Wirkung vom 1. August 1996 ging die Trägerschaft der Schule an die im selben Jahr von Bischof Josef Homeyer ins Leben gerufenene „Stiftung katholische Schule“ der Diözese Hildesheim über. Zum 1. August 2003 verließen die Ursulinen Hannover.
Die Abschaffung der Orientierungsstufe in Niedersachsen vergrößerte die Schule um die Klassenstufen 5 und 6. Um die neuen Schüler aufzunehmen, wurde in der Ludwig-Windthorst-Schule am Altenbekener Damm eine Außenstelle der St. Ursula-Schule eingerichtet. Mit Schuljahresbeginn 2009 kam ein neues Gebäude in der Sallstraße hinzu, so dass keine Außenstelle mehr benötigt wurde.
Die Schule ist zugleich Sitz der Goethe-Gesellschaft Hannover.

## Schülervertretung
Die Schülervertretung (SV) der St. Ursula-Schule besteht aus zehn Schülern verschiedener Jahrgänge. Hinzu kommen drei engere Berater und der Schülerrat. Der Schulsprecherposten wird durch eine weibliche und eine männliche Person besetzt (Stand Oktober 2008). Die Schülervertretung ist Mitglied in der Landesschülervertretung freier Schulen Niedersachsen (FSN) und wird dort durch zwei Vertreter repräsentiert.

## Schulgottesdienst
Einmal wöchentlich findet für die Schüler morgens ein katholischer Schulgottesdienst in der anliegenden St.-Heinrich-Kirche statt. Parallel findet für die evangelischen Schüler ein separater Gottesdienst in der benachbarten Nazarethkirche statt. Die Teilnahme am Gottesdienst ist bis zur 10. Klasse verpflichtend. Für Schüler der Oberstufe gibt es als Schulgottesdienst seit 2009 die sogenannte „Frühschicht“ in einer kleinen Kapelle innerhalb des Schulgebäudes.

## Bekannte Schüler und Lehrer

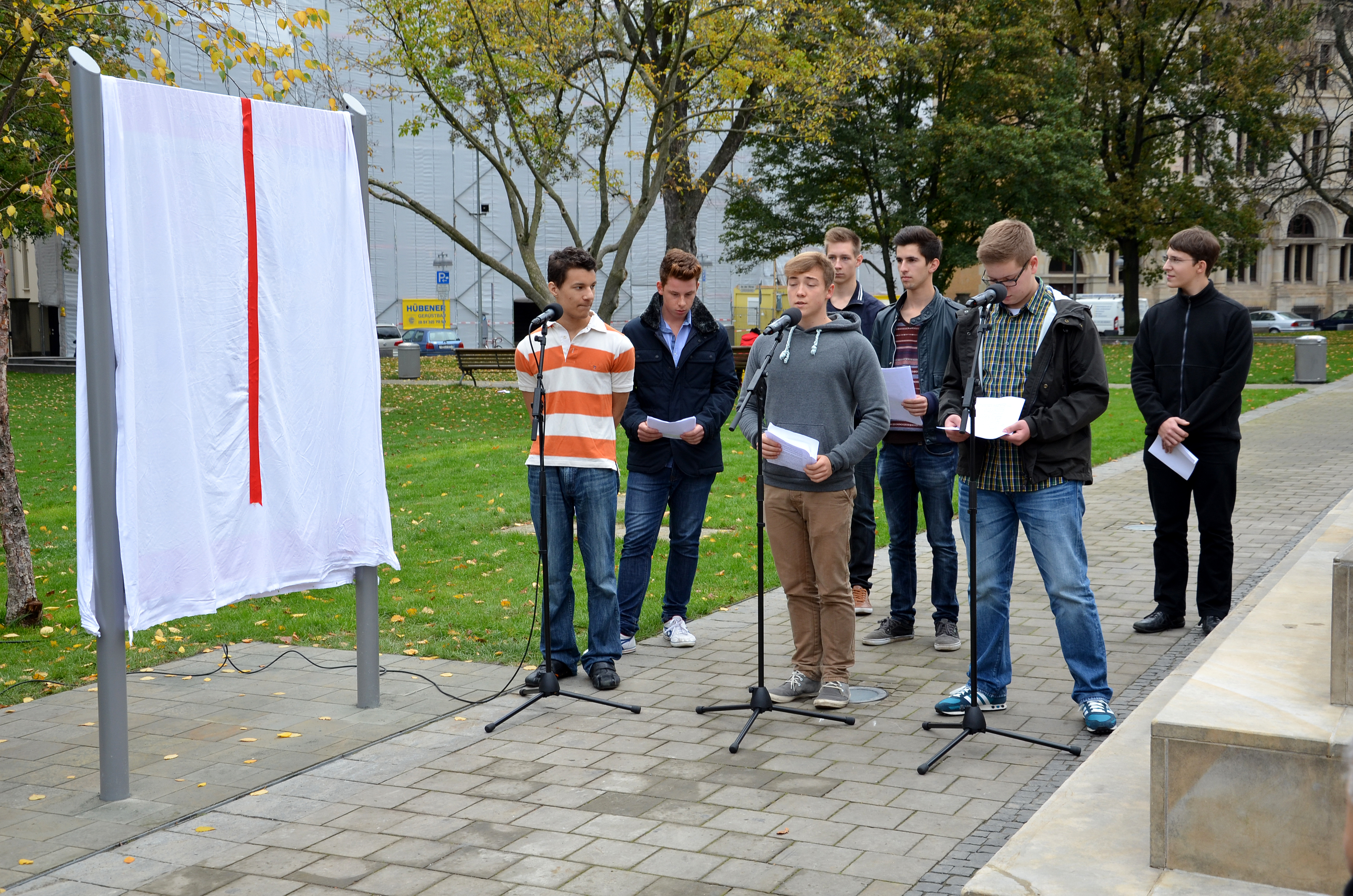
Vortrag von Ursulanern 2013 während der Enthüllung der Informationstafel am Mahnmal für die ermordeten Juden Hannovers

- Siegfried Strohbach (1929–2019), Musiklehrer, Komponist und Dirigent
- Joachim Albrecht (* 1950), Lehrer und Mitglied im Niedersächsischen Landtag von 2003 bis 2008
- Peter Heber (* 1956), Kunstlehrer und Künstler
- Peter Hofmann (* 1958), Theologe und Hochschullehrer
- Barbara Neymeyr (* 1961), Literaturwissenschaftlerin, Philosophin, Hochschullehrerin
- Christian Zwingmann (* 1963), Psychologe und Hochschullehrer
- Simon Benne (* 1970), Journalist[4][5]
- Markus Zimmermann (* 1978), Bildhauer
- Takis Würger (* 1985), Journalist und Autor
- Hanna Steinmüller (* 1993), deutsche Politikerin (Bündnis 90/Die Grünen), MdB
- Aurel Dawidiuk (* 2000), Pianist, Organist und Dirigent
- Monju Momuluh (* 2002), Fußballspieler